# Ana Salazar

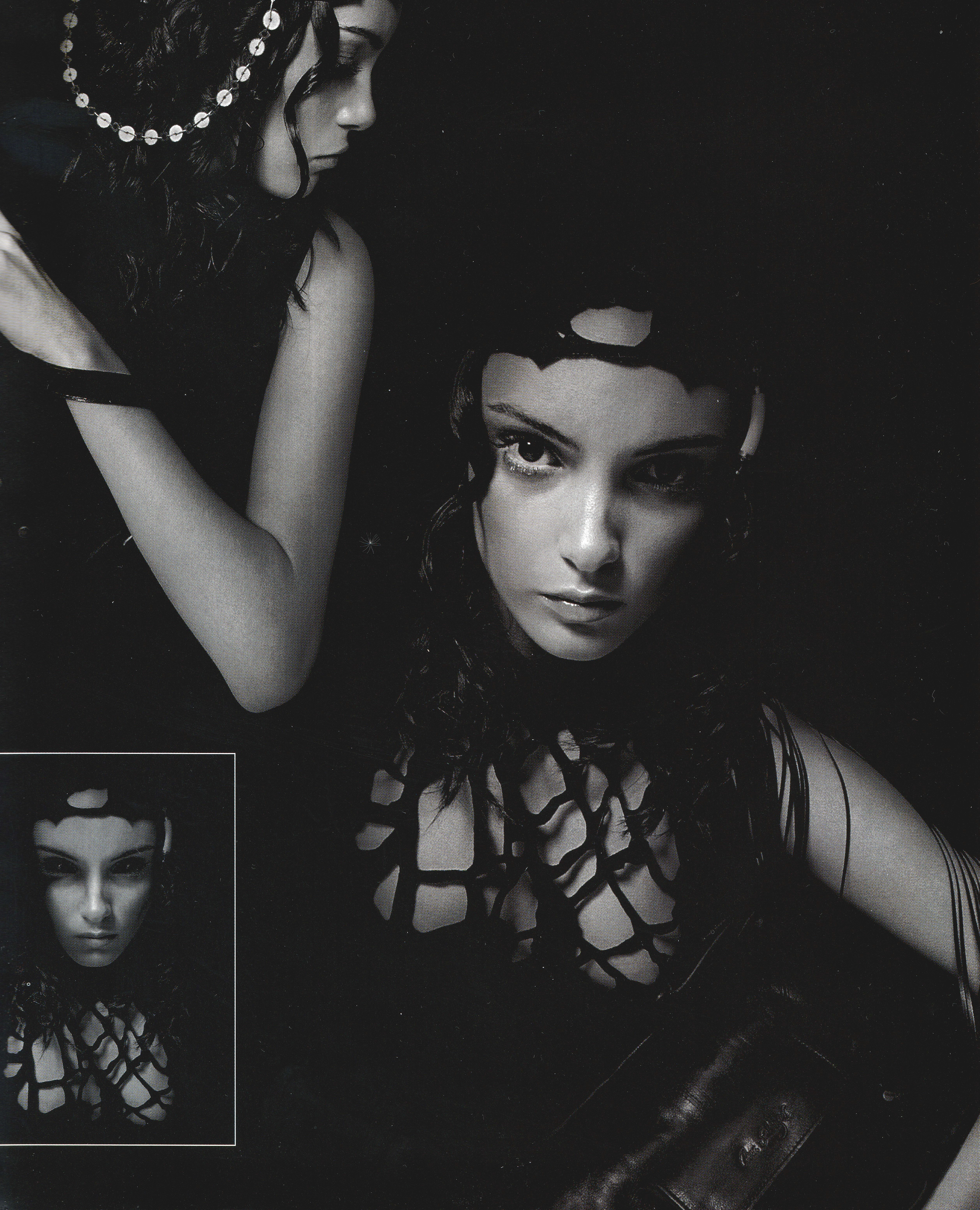
Ana Salazar 2002

Ana Salazar GOIH (Lisboa, 19 de Julho de 1941) é uma estilista portuguesa.

## Carreira
Ana Salazar nasce em Lisboa, filha de um arquiteto e de uma modista, cedo mostrou um gosto inato pela moda, criando vestidos para si própria desde a infância.
Em 1972 abriu a loja A Maçã. A Maçã vendia vestuário importado de Londres que Ana Salazar selecionava e por vezes contribuía para a criação.
Também nessa altura, nos finais da década de 70, foi pioneira a organizar os chamados "Acontecimentos de Moda”.
Torna-se produtora de moda na FIL e na Portex, feira de vestuário do Porto, entretanto extinta.
O sucesso da Maçã possibilitou ainda que, nos princípios da década de 80, Ana Salazar criasse a sua própria marca e em 1985 se internacionalizasse, abrindo loja e escritório próprios em Paris e vendendo a partir daí para outros mercados, como Nova Iorque, Milão, Tóquio, Koweit, etc.
Em 1986 começou a desfilar em Paris, integrando o calendário da Chambre Syndicale des Couturiers et Créateurs, o organismo mais importante no sector da moda francesa. Foi, assim, a primeira designer portuguesa a internacionalizar-se e a adquirir grande visibilidade na imprensa mundial. Muitas revistas da área escreveram sobre o seu trabalho, incluindo Vogue, Elle e Madame Figaro. O jornal norte-americano de moda DNR dedicou-lhe uma página inteira, declarando: “Salazar is putting Portugal on the Map”. A loja em Paris foi considerada por várias publicações como "um dos cinco mais importantes Templos da Moda". Foi igualmente entrevistada por publicações como Gap, Depeche Mode e Biba, onde apareciam regularmente as suas criações.[carece de fontes?]
Nessa altura, participou em inúmeras exposições em Portugal e no estrangeiro, tais como "La Mode au XXème Siècle” e "Variations Gitanes" no Museu do Louvre, "Traje, um Objecto de Arte" na Fundação Calouste Gulbenkian, "Moda e Design de Objectos" no festival de arte Europalia em Bruxelas, e “Diz-me do que gostas, dir-te-ei quem és" no Museu do Design e da Moda (Mude) em Lisboa.[carece de fontes?]
Durante anos desfilou e esteve na origem da Modalisboa. Participou igualmente no Portugal Fashion em desfiles nacionais e internacionais.
Foi convidada a criar perfumes, óculos, azulejos e têxteis lar, em regime de licenciamento. A maior parte destes produtos foram vendidos internacionalmente.
Em 2003 cria a nova linha de vestuário dos CTT Correios de Portugal.
Ana Salazar encontrou em 2009 parceiros interessados em investir na sua marca e na expansão da mesma. Começaram por abrir mais lojas em Portugal, e em termos internacionais focaram-se no mercado brasileiro. Neste período, Ana Salazar realizou dois desfiles na São Paulo Fashion Week e teve presença em vários showrooms. No entanto devido a dificuldades que foram surgindo resultantes da má gestão, a empresa entra em incumprimento, inclusive com a própria Ana Salazar, o que leva a mesma a sair em 2012. A empresa entra em insolvência no ano seguinte, não tendo nunca Ana Salazar sido ressarcida pela venda da Marca, e inclusivamente perdido o direito de a usar.
Lança a sua nova marca Ana by Herself em 2013 com a apresentação de acessórios e em 2014 com mais peças exclusivas de edição limitada de pronto-a-vestir. No mesmo ano cria as fardas da receção, restaurante e bar para o Farol Design Hotel em Cascais e é também lançada a edição especial de vinhos Ana by Herself, em parceria com a Adega Cooperativa de Palmela.
Em Novembro de 2015 lança a coleção-cápsula de edição limitada Back To The Future num desfile exclusivo.
Em 2016 lança uma coleção de lenços de seda em colaboração com alunos da Modatex.
Participou em inúmeros Congressos, entre os quais o “L’individualité et la Mode” com Gilles Lipovetsky, no Instituto Franco-Português. Mais recentemente, em Novembro de 2017 foi oradora no 1ºCongresso Ibérico de Semiótica “Modas, Modos, Maneiras”, na Fundação Calouste Gulbenkian, com a intervenção “Moda: Forma e Acontecimento”.
Em 2018 recupera a sua marca Ana Salazar e o direito de usar o seu nome comercialmente.

## Prémios, Condecorações e Reconhecimento
| 1994 | - Nomeada pelo jornal Expresso como uma das 100 mais influentes personalidades do pós-25 de Abril.                                                                              |
| 1997 | - É distinguida pelo presidente da república, com a condecoração de Grande Oficial da Ordem do Infante D. Henrique. - O Jornal Expresso atribui-lhe o prémio 25 anos, 25 nomes. |
| 1999 | - Prémio Prestígio ModaLisboa, que distingue o seu papel na evolução da moda em Portugal.                                                                                       |
| 2003 | - Troféu Sena da Silva, Prémio Carreira, atribuído pelo Centro Português de Design.                                                                                             |
| 2010 | - Globo de Ouro para Melhor Estilista do Ano. |
| 2012 | - Prémio Especial Fashion TV. - Prémio Carreira pelo Portugal Fashion. |

## Livros
- “Ana Salazar, Uma Biografia Ilustrada”, por Cristina Duarte, 2002.
- “Ana Salazar”, por Bárbara Coutinho, da colecção Designers Portugueses, vol. 11, 2016.

## Documentários
- “Ana Salazar - Homenagem de 40 Anos de Carreira”, realizado por Bernardo Varela-Cid, Portugal Fashion, 2012.
- “Ana Salazar - Traço de Mulher”, documentário biográfico realizado por José Carlos Oliveira, RTP, 2016.
- "80 anos de Ana Salazar", documentário biográfico em três partes (a Revolução, o Estrondo e a Máquina), produzido pelo Observador, 2021.